# ورزشگاه بین‌المللی امان
ورزشگاه بین‌المللی امان (عربی: ستاد عمان الدولي) یک ورزشگاه در شهر امان، اردن است. این مکان بزرگترین ورزشگاه در کشور اردن با گنجایش ۲۵٬۰۰۰ هزار نفر است.